# 2. Landesliga West (Niederösterreich)
Die 2. Landesliga West ist die fünfthöchste Spielstufe im österreichischen Fußball. Die 2. Landesliga ist in Niederösterreich die zweithöchste rein bundeslandinterne Spielklasse und teilt sich  in Ost und West. Der 2. Landesliga West sind die beiden Gebietsligen West und Nordwest/Waldviertel als sechste Spielstufe unterstellt. In der Saison 2024/25 wurde der SC Wieselburg Meister und konnte somit in die 1. Landesliga aufsteigen. 

## Modus
In der 2. Landesliga West spielen in der Saison 2025/26 16 Teams aus dem Westen des Österreichischen Bundeslandes Niederösterreich in einer Hin- und Rückrunde um den Aufstieg in die Landesliga Niederösterreich. Für jeden Sieg bekommt das Team drei Punkte, für jedes Unentschieden einen Punkt und für eine Niederlage keinen Punkt. Der Meister wird in 30 Runden ausgespielt.

## Vereine
Folgende Vereine nehmen an der Saison 2025/26 teil:
| SV Absdorf SK Eggenburg SC Gmünd SG Großweikersdorf/Wiesendorf SC Hainfeld SV Haitzendorf | SC Lilienfeld SC Melk USV Oed/Zeillern SVg Purgstall USC Rohrbach/Gölsen | SKU Amstetten Amateure USC Seitenstetten SV Waidhofen/Thaya SC Weißenkirchen SV Würmla |